# Indicatif régional 937

Carte de l'État de l'Ohio avec les territoires de ses indicatifs régionaux. L'indicatif régional 937 est au sud-ouest de l'État.

L'indicatif régional 937 est un indicatif téléphonique régional qui dessert la plus grande partie du sud-ouest de l'État de l'Ohio aux États-Unis.
La carte ci-contre indique le territoire couvert par l'indicatif 937 au sud-ouest de l'État.
L'indicatif régional 937 fait partie du Plan de numérotation nord-américain.

## Principales villes et régions desservies par l'indicatif
- Bellefontaine
- Dayton
- Fairborn
- Hillsboro
- Marysville
- Springfield,
- Wilmington
- Xenia
- Les parties publiques de la Wright-Patterson Air Force Base
- Les régions au nord et à l'est de Cincinnati.

## Source
- (en) Cet article est partiellement ou en totalité issu de l’article de Wikipédia en anglais intitulé « Area code 937 » (voir la liste des auteurs).